# ویرپور
ویرپور (به انگلیسی: Veerapur) یک روستا در هند است که در Belgaum district واقع شده‌است.